# Bela kirnja
Bela kirnja (znanstveno ime Epinephelus aeneus) je morska riba iz družine zobčastih ostrižev.

## Opis
Bela kirnja zraste v dolžino do 120 cm in lahko tehta do 25 kg. Razširjena je po južnem Sredozemskem morju in v subtropskih vodah vzhodnega Atlantika. Manjša populacija bele kirnje je tudi v Jadranskem morju ob Kornatih.
Osnovna barva te vrste rib je bela, prečno pa ima bela kirnja pet temnejših prog, ki so med osebki različno močno poudarjene. Živi v skalnih razpokah nad peščenim ali blatnim dnom na globinah med 15 in 200 metri. Je roparska riba, ki se hrani z ribami, glavonožci in različnimi vrstami rakov. Značilno za to vrsto je, da so vse mladice ženskega spola, pri starosti 10 let, pri masi okoli 8 kg pa spremenijo spol.